# Давлетов, Мукеш Куанышевич
Мукеш Куанышевич Давле́тов (1910—1973) — передовик советского сельского хозяйства, Старший чабан совхоза имени Чкалова Асекеевского района Оренбургской области, Герой Социалистического Труда (1966).

## Биография
Родился в 1910 году в ауле № 9 Уральской области Российской империи в крестьянской семье батрака. Казах.
Обучался в начальной школе. Работать начал с девяти лет батраком. В 1928 году переехал в Башкирию, где стал работать животноводом.
Участник Великой Отечественной войны. В 1941 году был призван в Красную Армию. Участвовал в боях под Сталинградом, там получил тяжёлое ранение. После излечения был демобилизован и уволен в запас. Переехал в Оренбургскую область в Грачевский район, затем в Асекеевский — в совхоз имени Чкалова. Стал работать чабаном.
Три десятилетия отработал в совхозе. Его передовой опыт приезжали перенимать из других хозяйств. Постоянно получал 110 ягнят на 100 овцематок, а настриг шерсти в среднем составлял 6 кг. План седьмой пятилетки был перевыполнен на 135 %.
Указом Президиума Верховного Совета СССР от 22 марта 1966 года за достигнутые успехи в развитии животноводства, увеличение производства мяса, молока, шерсти, яиц и другой продукции Мукешу Куанышевичу Давлетову было присвоено звание Героя Социалистического Труда с вручением ордена Ленина и медали «Серп и Молот».
С 1971 года на пенсии. Умер в 1973 году.

## Награды
- золотая звезда «Серп и Молот» (22.03.1966)
- орден Ленина (22.03.1966)
- Медаль «В ознаменование 100-летия со дня рождения Владимира Ильича Ленина» (1970)
- другие медали, в том числе медали ВДНХ, Всесоюзного значения.